# Kuurne-Bruksela-Kuurne 2021
Kuurne-Bruksela-Kuurne 2021 – 73. edycja wyścigu kolarskiego Kuurne-Bruksela-Kuurne, która odbyła się 28 lutego 2021 na trasie o długości 197 km pomiędzy miastem Kuurne i Brukselą. Wyścig kategorii 1.Pro był częścią UCI ProSeries 2021.

## Uczestnicy

### Drużyny
| WorldTeams (17)- AG2R Citroën Team - Astana-Premier Tech - Bora-Hansgrohe - Bahrain Victorious - Team BikeExchange - Cofidis - Team DSM - Deceuninck-Quick Step - EF Education-Nippo - Groupama-FDJ - Ineos Grenadiers - Intermarché-Wanty-Gobert Matériaux - Israel Start-Up Nation - Lotto Soudal - Qhubeka Assos - Trek-Segafredo - UAE Team Emirates ProTeams (8)- Alpecin-Fenix - Arkéa-Samsic - Bingoal-WB - Sport Vlaanderen-Baloise - B&B Hotels p/b KTM - Uno-X Pro Cycling Team - Vini Zabù - Total Direct Énergie |
| |

### Lista startowa
| Deceuninck-Quick Step DQT | Deceuninck-Quick Step DQT    | Deceuninck-Quick Step DQT |
| ------------------------- | ---------------------------- | ------------------------- |
| Nr                        | Kolarz                       | Miejsce                   |
| 1                         | Kasper Asgreen (DEN) (szosa) | 34.                       |
| 2                         | Álvaro Hodeg (COL)           | 97.                       |
| 3                         | Stijn Steels (BEL)           | 54.                       |
| 4                         | Yves Lampaert (BEL)          | 67.                       |
| 5                         | Jannik Steimle (GER)         | 56.                       |
| 6                         | Zdeněk Štybar (CZE)          | 98.                       |
| 7                         | Bert Van Lerberghe (BEL)     | 9.                        |

| Trek-Segafredo TFS | Trek-Segafredo TFS   | Trek-Segafredo TFS |
| ------------------ | -------------------- | ------------------ |
| Nr                 | Kolarz               | Miejsce            |
| 11                 | Jasper Stuyven (BEL) | 22.                |
| 12                 | Mads Pedersen (DEN)  | 1.                 |
| 13                 | Alex Kirsch (LUX)    | DNF                |
| 14                 | Jakob Egholm (DEN)   | DNF                |
| 16                 | Edward Theuns (BEL)  | 71.                |
| 17                 | Ryan Mullen (IRL)    | DNF                |

| AG2R Citroën Team ACT | AG2R Citroën Team ACT   | AG2R Citroën Team ACT |
| --------------------- | ----------------------- | --------------------- |
| Nr                    | Kolarz                  | Miejsce               |
| 21                    | Greg Van Avermaet (BEL) | 8.                    |
| 22                    | Oliver Naesen (BEL)     | 16.                   |
| 23                    | Julien Duval (FRA)      | DNF                   |
| 24                    | Lawrence Naesen (BEL)   | DNF                   |
| 25                    | Marc Sarreau (FRA)      | DNF                   |
| 26                    | Anthony Jullien (FRA)   | 72.                   |
| 27                    | Gijs Van Hoecke (BEL)   | 92.                   |

| Bora-Hansgrohe BOH | Bora-Hansgrohe BOH      | Bora-Hansgrohe BOH |
| ------------------ | ----------------------- | ------------------ |
| Nr                 | Kolarz                  | Miejsce            |
| 31                 | Maciej Bodnar (POL)     | 31.                |
| 32                 | Ide Schelling (NED)     | 11.                |
| 33                 | Patrick Gamper (AUT)    | 33.                |
| 34                 | Jordi Meeus (BEL)       | 81.                |
| 35                 | Daniel Oss (ITA)        | 65.                |
| 36                 | Lukas Pöstlberger (AUT) | 106.               |
| 37                 | Nils Politt (GER)       | 7.                 |

| Ineos Grenadiers IGD | Ineos Grenadiers IGD   | Ineos Grenadiers IGD |
| -------------------- | ---------------------- | -------------------- |
| Nr                   | Kolarz                 | Miejsce              |
| 41                   | Leonardo Basso (ITA)   | DNF                  |
| 42                   | Owain Doull (GBR)      | 86.                  |
| 43                   | Ethan Hayter (GBR)     | DNF                  |
| 44                   | Gianni Moscon (ITA)    | DNF                  |
| 45                   | Jhonatan Narváez (ECU) | 29.                  |
| 46                   | Thomas Pidcock (GBR)   | 3.                   |
| 47                   | Michał Gołaś (POL)     | DNF                  |

| Lotto-Soudal LTS | Lotto-Soudal LTS         | Lotto-Soudal LTS |
| ---------------- | ------------------------ | ---------------- |
| Nr               | Kolarz                   | Miejsce          |
| 51               | John Degenkolb (GER)     | 17.              |
| 52               | Tim Wellens (BEL)        | 74.              |
| 53               | Florian Vermeersch (BEL) | DNF              |
| 54               | Frederik Frison (BEL)    | 25.              |
| 55               | Gerben Thijssen (BEL)    | DNF              |
| 56               | Andreas Kron (DEN)       | DNF              |
| 57               | Stefano Oldani (ITA)     | DNF              |

| Israel Start-Up Nation ISN | Israel Start-Up Nation ISN | Israel Start-Up Nation ISN |
| -------------------------- | -------------------------- | -------------------------- |
| Nr                         | Kolarz                     | Miejsce                    |
| 61                         | Rudy Barbier (FRA)         | 42.                        |
| 62                         | Jenthe Biermans (BEL)      | 5.                         |
| 63                         | Guillaume Boivin (CAN)     | 63.                        |
| 64                         | Sep Vanmarcke (BEL)        | DNF                        |
| 65                         | Hugo Hofstetter (FRA)      | 60.                        |
| 66                         | Mads Würtz Schmidt (DEN)   | DNF                        |
| 67                         | Tom Van Asbroeck (BEL)     | 49.                        |

| Groupama-FDJ GFC | Groupama-FDJ GFC            | Groupama-FDJ GFC |
| ---------------- | --------------------------- | ---------------- |
| Nr               | Kolarz                      | Miejsce          |
| 71               | Arnaud Démare (FRA) (szosa) | 37.              |
| 72               | Kevin Geniets (LUX) (szosa) | 90.              |
| 73               | Stefan Küng (SUI) (szosa)   | 20.              |
| 74               | Miles Scotson (AUS)         | 77.              |
| 75               | Fabian Lienhard (SUI)       | 111.             |
| 76               | Tobias Ludvigsson (SWE)     | DNF              |
| 77               | Ramon Sinkeldam (NED)       | 55.              |

| UAE Team Emirates UAD | UAE Team Emirates UAD           | UAE Team Emirates UAD |
| --------------------- | ------------------------------- | --------------------- |
| Nr                    | Kolarz                          | Miejsce               |
| 81                    | Alexander Kristoff (NOR)        | 40.                   |
| 82                    | Sven Erik Bystrøm (NOR) (szosa) | 105.                  |
| 83                    | Ryan Gibbons (RSA) (szosa)      | 83.                   |
| 84                    | Marco Marcato (ITA)             | 95.                   |
| 85                    | Vegard Stake Laengen (NOR)      | 61.                   |
| 86                    | Oliviero Troia (ITA)            | DNF                   |
| 87                    | Matteo Trentin (ITA)            | 4.                    |

| EF Education-Nippo EFN | EF Education-Nippo EFN    | EF Education-Nippo EFN |
| ---------------------- | ------------------------- | ---------------------- |
| Nr                     | Kolarz                    | Miejsce                |
| 91                     | Moreno Hofland (NED)      | DNF                    |
| 92                     | Jens Keukeleire (BEL)     | 53.                    |
| 93                     | Sebastian Langeveld (NED) | 68.                    |
| 94                     | Jonas Rutsch (GER)        | DNF                    |
| 95                     | Thomas Scully (NZL)       | DNF                    |
| 96                     | Mitchell Docker (AUS)     | DNF                    |
| 97                     | Julius van den Berg (NED) | 109.                   |

| Intermarché-Wanty-Gobert Matériaux IWG | Intermarché-Wanty-Gobert Matériaux IWG | Intermarché-Wanty-Gobert Matériaux IWG |
| -------------------------------------- | -------------------------------------- | -------------------------------------- |
| Nr                                     | Kolarz                                 | Miejsce                                |
| 101                                    | Ludwig De Winter (BEL)                 | 114.                                   |
| 102                                    | Tom Devriendt (BEL)                    | DNF                                    |
| 103                                    | Taco van der Hoorn (NED)               | 69.                                    |
| 104                                    | Andrea Pasqualon (ITA)                 | 78.                                    |
| 105                                    | Boy van Poppel (NED)                   | DNF                                    |
| 106                                    | Danny van Poppel (NED)                 | 39.                                    |
| 107                                    | Pieter Vanspeybrouck (BEL)             | DNF                                    |

| Qhubeka Assos TQA | Qhubeka Assos TQA        | Qhubeka Assos TQA |
| ----------------- | ------------------------ | ----------------- |
| Nr                | Kolarz                   | Miejsce           |
| 111               | Sander Armée (BEL)       | 113.              |
| 112               | Victor Campenaerts (BEL) | 66.               |
| 113               | Dimitri Claeys (BEL)     | 13.               |
| 114               | Michael Gogl (AUT)       | 27.               |
| 115               | Carlos Barbero (ESP)     | 45.               |
| 116               | Andreas Stokbro (DEN)    | 88.               |
| 117               | Łukasz Wiśniowski (POL)  | 23.               |

| Bahrain Victorious TBV | Bahrain Victorious TBV  | Bahrain Victorious TBV |
| ---------------------- | ----------------------- | ---------------------- |
| Nr                     | Kolarz                  | Miejsce                |
| 121                    | Sonny Colbrelli (ITA)   | 6.                     |
| 122                    | Mark Padun (UKR)        | 64.                    |
| 123                    | Marco Haller (AUT)      | 35.                    |
| 124                    | Heinrich Haussler (AUS) | 32.                    |
| 125                    | Marcel Sieberg (GER)    | DNF                    |
| 126                    | Dylan Teuns (BEL)       | 30.                    |
| 127                    | Stephen Williams (GBR)  | DNF                    |

| Cofidis COF | Cofidis COF               | Cofidis COF |
| ----------- | ------------------------- | ----------- |
| Nr          | Kolarz                    | Miejsce     |
| 131         | Christophe Laporte (FRA)  | DNF         |
| 132         | Piet Allegaert (BEL)      | 44.         |
| 133         | Tom Bohli (SUI)           | 100.        |
| 134         | Jean-Pierre Drucker (LUX) | 59.         |
| 135         | Szymon Sajnok (POL)       | DNF         |
| 136         | André Carvalho (POR)      | DNF         |
| 137         | Jelle Wallays (BEL)       | 73.         |

| Astana-Premier Tech APT | Astana-Premier Tech APT | Astana-Premier Tech APT |
| ----------------------- | ----------------------- | ----------------------- |
| Nr                      | Kolarz                  | Miejsce                 |
| 141                     | Alex Aranburu (ESP)     | 50.                     |
| 142                     | Manuele Boaro (ITA)     | DNF                     |
| 143                     | Artiom Zacharow (KAZ)   | 26.                     |
| 144                     | Fabio Felline (ITA)     | 58.                     |
| 145                     | Gorka Izagirre (ESP)    | 52.                     |
| 146                     | Davide Martinelli (ITA) | DNF                     |
| 147                     | Benjamin Perry (CAN)    | 87.                     |

| BikeExchange BEX | BikeExchange BEX              | BikeExchange BEX |
| ---------------- | ----------------------------- | ---------------- |
| Nr               | Kolarz                        | Miejsce          |
| 151              | Luke Durbridge (AUS)          | 36.              |
| 152              | Alexander Edmondson (AUS)     | 79.              |
| 153              | Dion Smith (NZL)              | DNF              |
| 154              | Robert Stannard (AUS)         | 46.              |
| 155              | Callum Scotson (AUS)          | DNS              |
| 156              | Amund Grøndahl Jansen (NOR)   | 15.              |
| 157              | Christopher Juul-Jensen (DEN) | 82.              |

| Team DSM DSM | Team DSM DSM               | Team DSM DSM |
| ------------ | -------------------------- | ------------ |
| Nr           | Kolarz                     | Miejsce      |
| 161          | Søren Kragh Andersen (DEN) | 28.          |
| 162          | Tiesj Benoot (BEL)         | 21.          |
| 163          | Marco Brenner (GER)        | DNS          |
| 164          | Casper Pedersen (DEN)      | 89.          |
| 165          | Nils Eekhoff (NED)         | 43.          |
| 166          | Max Kanter (GER)           | DNF          |
| 167          | Andreas Leknessund (NOR)   | 91.          |

| Alpecin-Fenix AFC | Alpecin-Fenix AFC                  | Alpecin-Fenix AFC |
| ----------------- | ---------------------------------- | ----------------- |
| Nr                | Kolarz                             | Miejsce           |
| 171               | Mathieu van der Poel (NED) (szosa) | 12.               |
| 172               | Jonas Rickaert (BEL)               | 62.               |
| 173               | Silvan Dillier (SUI)               | DNF               |
| 174               | Edward Planckaert (BEL)            | 104.              |
| 175               | Oscar Riesebeek (NED)              | 84.               |
| 176               | Lionel Taminiaux (BEL)             | DNF               |
| 177               | Tim Merlier (BEL)                  | 38.               |

| Arkéa-Samsic ARK | Arkéa-Samsic ARK    | Arkéa-Samsic ARK |
| ---------------- | ------------------- | ---------------- |
| Nr               | Kolarz              | Miejsce          |
| 181              | Thomas Boudat (FRA) | 75.              |
| 182              | Amaury Capiot (BEL) | 41.              |
| 183              | Markus Pajur (EST)  | DNF              |
| 184              | Daniel McLay (GBR)  | 51.              |
| 185              | Clément Russo (FRA) | DNF              |
| 186              | Connor Swift (GBR)  | DNF              |
| 187              | Bram Welten (NED)   | 103.             |

| Vini Zabù THR | Vini Zabù THR           | Vini Zabù THR |
| ------------- | ----------------------- | ------------- |
| Nr            | Kolarz                  | Miejsce       |
| 191           | Jakub Mareczko (ITA)    | DNF           |
| 192           | Kamil Gradek (POL)      | 57.           |
| 193           | Joab Schneiter (SUI)    | DNF           |
| 194           | Marco Frapporti (ITA)   | DNF           |
| 195           | Etienne van Empel (NED) | 99.           |
| 196           | Mattia Bevilacqua (ITA) | DNF           |
| 197           | Davide Orrico (ITA)     | DNF           |

| Uno-X Pro Cycling Team UXT | Uno-X Pro Cycling Team UXT    | Uno-X Pro Cycling Team UXT |
| -------------------------- | ----------------------------- | -------------------------- |
| Nr                         | Kolarz                        | Miejsce                    |
| 201                        | Søren Wærenskjold (NOR)       | DNF                        |
| 202                        | Markus Hoelgaard (NOR)        | 14.                        |
| 203                        | Rasmus Tiller (NOR)           | 93.                        |
| 204                        | Erik Nordsæter Resell (NOR)   | 10.                        |
| 205                        | Jonas Iversby Hvideberg (NOR) | 18.                        |
| 206                        | Kristoffer Halvorsen (NOR)    | 48.                        |
| 207                        | Anders Skaarseth (NOR)        | 94.                        |

| Total Direct Énergie TDE | Total Direct Énergie TDE   | Total Direct Énergie TDE |
| ------------------------ | -------------------------- | ------------------------ |
| Nr                       | Kolarz                     | Miejsce                  |
| 211                      | Edvald Boasson Hagen (NOR) | DNF                      |
| 212                      | Leonardo Bonifazio (ITA)   | DNF                      |
| 213                      | Lorrenzo Manzin (FRA)      | 76.                      |
| 214                      | Geoffrey Soupe (FRA)       | DNF                      |
| 215                      | Niki Terpstra (NED)        | DNF                      |
| 216                      | Anthony Turgis (FRA)       | 2.                       |
| 217                      | Dries Van Gestel (BEL)     | DNF                      |

| Bingoal-WB BWB | Bingoal-WB BWB                      | Bingoal-WB BWB |
| -------------- | ----------------------------------- | -------------- |
| Nr             | Kolarz                              | Miejsce        |
| 221            | Stanisław Aniołkowski (POL) (szosa) | 85.            |
| 222            | Joël Suter (SUI)                    | DNF            |
| 223            | Timothy Dupont (BEL)                | 107.           |
| 224            | Arjen Livyns (BEL)                  | 19.            |
| 225            | Tom Paquot (BEL)                    | 24.            |
| 226            | Laurenz Rex (BEL)                   | 96.            |
| 227            | Boris Vallée (BEL)                  | 108.           |

| Sport Vlaanderen-Baloise SVB | Sport Vlaanderen-Baloise SVB | Sport Vlaanderen-Baloise SVB |
| ---------------------------- | ---------------------------- | ---------------------------- |
| Nr                           | Kolarz                       | Miejsce                      |
| 231                          | Lindsay De Vylder (BEL)      | 47.                          |
| 232                          | Gilles De Wilde (BEL)        | DNF                          |
| 233                          | Arne Marit (BEL)             | 102.                         |
| 234                          | Jens Reynders (BEL)          | DNF                          |
| 235                          | Fabio Van den Bossche (BEL)  | DNF                          |
| 236                          | Ward Vanhoof (BEL)           | 101.                         |
| 237                          | Sasha Weemaes (BEL)          | DNF                          |

| B&B Hotels p/b KTM BBK | B&B Hotels p/b KTM BBK    | B&B Hotels p/b KTM BBK |
| ---------------------- | ------------------------- | ---------------------- |
| Nr                     | Kolarz                    | Miejsce                |
| 241                    | Bryan Coquard (FRA)       | 70.                    |
| 242                    | Bert De Backer (BEL)      | DNF                    |
| 243                    | Jens Debusschere (BEL)    | DNF                    |
| 244                    | Jérémy Lecroq (FRA)       | DNF                    |
| 245                    | Cyril Lemoine (FRA)       | 80.                    |
| 246                    | Julien Morice (FRA)       | 110.                   |
| 247                    | Jonas Van Genechten (BEL) | 112.                   |

| Deceuninck-Quick Step DQT | Deceuninck-Quick Step DQT    | Deceuninck-Quick Step DQT |
| ------------------------- | ---------------------------- | ------------------------- |
| Nr                        | Kolarz                       | Miejsce                   |
| 1                         | Kasper Asgreen (DEN) (szosa) | 34.                       |
| 2                         | Álvaro Hodeg (COL)           | 97.                       |
| 3                         | Stijn Steels (BEL)           | 54.                       |
| 4                         | Yves Lampaert (BEL)          | 67.                       |
| 5                         | Jannik Steimle (GER)         | 56.                       |
| 6                         | Zdeněk Štybar (CZE)          | 98.                       |
| 7                         | Bert Van Lerberghe (BEL)     | 9.                        |

| Trek-Segafredo TFS | Trek-Segafredo TFS   | Trek-Segafredo TFS |
| ------------------ | -------------------- | ------------------ |
| Nr                 | Kolarz               | Miejsce            |
| 11                 | Jasper Stuyven (BEL) | 22.                |
| 12                 | Mads Pedersen (DEN)  | 1.                 |
| 13                 | Alex Kirsch (LUX)    | DNF                |
| 14                 | Jakob Egholm (DEN)   | DNF                |
| 16                 | Edward Theuns (BEL)  | 71.                |
| 17                 | Ryan Mullen (IRL)    | DNF                |

| AG2R Citroën Team ACT | AG2R Citroën Team ACT   | AG2R Citroën Team ACT |
| --------------------- | ----------------------- | --------------------- |
| Nr                    | Kolarz                  | Miejsce               |
| 21                    | Greg Van Avermaet (BEL) | 8.                    |
| 22                    | Oliver Naesen (BEL)     | 16.                   |
| 23                    | Julien Duval (FRA)      | DNF                   |
| 24                    | Lawrence Naesen (BEL)   | DNF                   |
| 25                    | Marc Sarreau (FRA)      | DNF                   |
| 26                    | Anthony Jullien (FRA)   | 72.                   |
| 27                    | Gijs Van Hoecke (BEL)   | 92.                   |

| Bora-Hansgrohe BOH | Bora-Hansgrohe BOH      | Bora-Hansgrohe BOH |
| ------------------ | ----------------------- | ------------------ |
| Nr                 | Kolarz                  | Miejsce            |
| 31                 | Maciej Bodnar (POL)     | 31.                |
| 32                 | Ide Schelling (NED)     | 11.                |
| 33                 | Patrick Gamper (AUT)    | 33.                |
| 34                 | Jordi Meeus (BEL)       | 81.                |
| 35                 | Daniel Oss (ITA)        | 65.                |
| 36                 | Lukas Pöstlberger (AUT) | 106.               |
| 37                 | Nils Politt (GER)       | 7.                 |

| Ineos Grenadiers IGD | Ineos Grenadiers IGD   | Ineos Grenadiers IGD |
| -------------------- | ---------------------- | -------------------- |
| Nr                   | Kolarz                 | Miejsce              |
| 41                   | Leonardo Basso (ITA)   | DNF                  |
| 42                   | Owain Doull (GBR)      | 86.                  |
| 43                   | Ethan Hayter (GBR)     | DNF                  |
| 44                   | Gianni Moscon (ITA)    | DNF                  |
| 45                   | Jhonatan Narváez (ECU) | 29.                  |
| 46                   | Thomas Pidcock (GBR)   | 3.                   |
| 47                   | Michał Gołaś (POL)     | DNF                  |

| Lotto-Soudal LTS | Lotto-Soudal LTS         | Lotto-Soudal LTS |
| ---------------- | ------------------------ | ---------------- |
| Nr               | Kolarz                   | Miejsce          |
| 51               | John Degenkolb (GER)     | 17.              |
| 52               | Tim Wellens (BEL)        | 74.              |
| 53               | Florian Vermeersch (BEL) | DNF              |
| 54               | Frederik Frison (BEL)    | 25.              |
| 55               | Gerben Thijssen (BEL)    | DNF              |
| 56               | Andreas Kron (DEN)       | DNF              |
| 57               | Stefano Oldani (ITA)     | DNF              |

| Israel Start-Up Nation ISN | Israel Start-Up Nation ISN | Israel Start-Up Nation ISN |
| -------------------------- | -------------------------- | -------------------------- |
| Nr                         | Kolarz                     | Miejsce                    |
| 61                         | Rudy Barbier (FRA)         | 42.                        |
| 62                         | Jenthe Biermans (BEL)      | 5.                         |
| 63                         | Guillaume Boivin (CAN)     | 63.                        |
| 64                         | Sep Vanmarcke (BEL)        | DNF                        |
| 65                         | Hugo Hofstetter (FRA)      | 60.                        |
| 66                         | Mads Würtz Schmidt (DEN)   | DNF                        |
| 67                         | Tom Van Asbroeck (BEL)     | 49.                        |

| Groupama-FDJ GFC | Groupama-FDJ GFC            | Groupama-FDJ GFC |
| ---------------- | --------------------------- | ---------------- |
| Nr               | Kolarz                      | Miejsce          |
| 71               | Arnaud Démare (FRA) (szosa) | 37.              |
| 72               | Kevin Geniets (LUX) (szosa) | 90.              |
| 73               | Stefan Küng (SUI) (szosa)   | 20.              |
| 74               | Miles Scotson (AUS)         | 77.              |
| 75               | Fabian Lienhard (SUI)       | 111.             |
| 76               | Tobias Ludvigsson (SWE)     | DNF              |
| 77               | Ramon Sinkeldam (NED)       | 55.              |

| UAE Team Emirates UAD | UAE Team Emirates UAD           | UAE Team Emirates UAD |
| --------------------- | ------------------------------- | --------------------- |
| Nr                    | Kolarz                          | Miejsce               |
| 81                    | Alexander Kristoff (NOR)        | 40.                   |
| 82                    | Sven Erik Bystrøm (NOR) (szosa) | 105.                  |
| 83                    | Ryan Gibbons (RSA) (szosa)      | 83.                   |
| 84                    | Marco Marcato (ITA)             | 95.                   |
| 85                    | Vegard Stake Laengen (NOR)      | 61.                   |
| 86                    | Oliviero Troia (ITA)            | DNF                   |
| 87                    | Matteo Trentin (ITA)            | 4.                    |

| EF Education-Nippo EFN | EF Education-Nippo EFN    | EF Education-Nippo EFN |
| ---------------------- | ------------------------- | ---------------------- |
| Nr                     | Kolarz                    | Miejsce                |
| 91                     | Moreno Hofland (NED)      | DNF                    |
| 92                     | Jens Keukeleire (BEL)     | 53.                    |
| 93                     | Sebastian Langeveld (NED) | 68.                    |
| 94                     | Jonas Rutsch (GER)        | DNF                    |
| 95                     | Thomas Scully (NZL)       | DNF                    |
| 96                     | Mitchell Docker (AUS)     | DNF                    |
| 97                     | Julius van den Berg (NED) | 109.                   |

| Intermarché-Wanty-Gobert Matériaux IWG | Intermarché-Wanty-Gobert Matériaux IWG | Intermarché-Wanty-Gobert Matériaux IWG |
| -------------------------------------- | -------------------------------------- | -------------------------------------- |
| Nr                                     | Kolarz                                 | Miejsce                                |
| 101                                    | Ludwig De Winter (BEL)                 | 114.                                   |
| 102                                    | Tom Devriendt (BEL)                    | DNF                                    |
| 103                                    | Taco van der Hoorn (NED)               | 69.                                    |
| 104                                    | Andrea Pasqualon (ITA)                 | 78.                                    |
| 105                                    | Boy van Poppel (NED)                   | DNF                                    |
| 106                                    | Danny van Poppel (NED)                 | 39.                                    |
| 107                                    | Pieter Vanspeybrouck (BEL)             | DNF                                    |

| Qhubeka Assos TQA | Qhubeka Assos TQA        | Qhubeka Assos TQA |
| ----------------- | ------------------------ | ----------------- |
| Nr                | Kolarz                   | Miejsce           |
| 111               | Sander Armée (BEL)       | 113.              |
| 112               | Victor Campenaerts (BEL) | 66.               |
| 113               | Dimitri Claeys (BEL)     | 13.               |
| 114               | Michael Gogl (AUT)       | 27.               |
| 115               | Carlos Barbero (ESP)     | 45.               |
| 116               | Andreas Stokbro (DEN)    | 88.               |
| 117               | Łukasz Wiśniowski (POL)  | 23.               |

| Bahrain Victorious TBV | Bahrain Victorious TBV  | Bahrain Victorious TBV |
| ---------------------- | ----------------------- | ---------------------- |
| Nr                     | Kolarz                  | Miejsce                |
| 121                    | Sonny Colbrelli (ITA)   | 6.                     |
| 122                    | Mark Padun (UKR)        | 64.                    |
| 123                    | Marco Haller (AUT)      | 35.                    |
| 124                    | Heinrich Haussler (AUS) | 32.                    |
| 125                    | Marcel Sieberg (GER)    | DNF                    |
| 126                    | Dylan Teuns (BEL)       | 30.                    |
| 127                    | Stephen Williams (GBR)  | DNF                    |

| Cofidis COF | Cofidis COF               | Cofidis COF |
| ----------- | ------------------------- | ----------- |
| Nr          | Kolarz                    | Miejsce     |
| 131         | Christophe Laporte (FRA)  | DNF         |
| 132         | Piet Allegaert (BEL)      | 44.         |
| 133         | Tom Bohli (SUI)           | 100.        |
| 134         | Jean-Pierre Drucker (LUX) | 59.         |
| 135         | Szymon Sajnok (POL)       | DNF         |
| 136         | André Carvalho (POR)      | DNF         |
| 137         | Jelle Wallays (BEL)       | 73.         |

| Astana-Premier Tech APT | Astana-Premier Tech APT | Astana-Premier Tech APT |
| ----------------------- | ----------------------- | ----------------------- |
| Nr                      | Kolarz                  | Miejsce                 |
| 141                     | Alex Aranburu (ESP)     | 50.                     |
| 142                     | Manuele Boaro (ITA)     | DNF                     |
| 143                     | Artiom Zacharow (KAZ)   | 26.                     |
| 144                     | Fabio Felline (ITA)     | 58.                     |
| 145                     | Gorka Izagirre (ESP)    | 52.                     |
| 146                     | Davide Martinelli (ITA) | DNF                     |
| 147                     | Benjamin Perry (CAN)    | 87.                     |

| BikeExchange BEX | BikeExchange BEX              | BikeExchange BEX |
| ---------------- | ----------------------------- | ---------------- |
| Nr               | Kolarz                        | Miejsce          |
| 151              | Luke Durbridge (AUS)          | 36.              |
| 152              | Alexander Edmondson (AUS)     | 79.              |
| 153              | Dion Smith (NZL)              | DNF              |
| 154              | Robert Stannard (AUS)         | 46.              |
| 155              | Callum Scotson (AUS)          | DNS              |
| 156              | Amund Grøndahl Jansen (NOR)   | 15.              |
| 157              | Christopher Juul-Jensen (DEN) | 82.              |

| Team DSM DSM | Team DSM DSM               | Team DSM DSM |
| ------------ | -------------------------- | ------------ |
| Nr           | Kolarz                     | Miejsce      |
| 161          | Søren Kragh Andersen (DEN) | 28.          |
| 162          | Tiesj Benoot (BEL)         | 21.          |
| 163          | Marco Brenner (GER)        | DNS          |
| 164          | Casper Pedersen (DEN)      | 89.          |
| 165          | Nils Eekhoff (NED)         | 43.          |
| 166          | Max Kanter (GER)           | DNF          |
| 167          | Andreas Leknessund (NOR)   | 91.          |

| Alpecin-Fenix AFC | Alpecin-Fenix AFC                  | Alpecin-Fenix AFC |
| ----------------- | ---------------------------------- | ----------------- |
| Nr                | Kolarz                             | Miejsce           |
| 171               | Mathieu van der Poel (NED) (szosa) | 12.               |
| 172               | Jonas Rickaert (BEL)               | 62.               |
| 173               | Silvan Dillier (SUI)               | DNF               |
| 174               | Edward Planckaert (BEL)            | 104.              |
| 175               | Oscar Riesebeek (NED)              | 84.               |
| 176               | Lionel Taminiaux (BEL)             | DNF               |
| 177               | Tim Merlier (BEL)                  | 38.               |

| Arkéa-Samsic ARK | Arkéa-Samsic ARK    | Arkéa-Samsic ARK |
| ---------------- | ------------------- | ---------------- |
| Nr               | Kolarz              | Miejsce          |
| 181              | Thomas Boudat (FRA) | 75.              |
| 182              | Amaury Capiot (BEL) | 41.              |
| 183              | Markus Pajur (EST)  | DNF              |
| 184              | Daniel McLay (GBR)  | 51.              |
| 185              | Clément Russo (FRA) | DNF              |
| 186              | Connor Swift (GBR)  | DNF              |
| 187              | Bram Welten (NED)   | 103.             |

| Vini Zabù THR | Vini Zabù THR           | Vini Zabù THR |
| ------------- | ----------------------- | ------------- |
| Nr            | Kolarz                  | Miejsce       |
| 191           | Jakub Mareczko (ITA)    | DNF           |
| 192           | Kamil Gradek (POL)      | 57.           |
| 193           | Joab Schneiter (SUI)    | DNF           |
| 194           | Marco Frapporti (ITA)   | DNF           |
| 195           | Etienne van Empel (NED) | 99.           |
| 196           | Mattia Bevilacqua (ITA) | DNF           |
| 197           | Davide Orrico (ITA)     | DNF           |

| Uno-X Pro Cycling Team UXT | Uno-X Pro Cycling Team UXT    | Uno-X Pro Cycling Team UXT |
| -------------------------- | ----------------------------- | -------------------------- |
| Nr                         | Kolarz                        | Miejsce                    |
| 201                        | Søren Wærenskjold (NOR)       | DNF                        |
| 202                        | Markus Hoelgaard (NOR)        | 14.                        |
| 203                        | Rasmus Tiller (NOR)           | 93.                        |
| 204                        | Erik Nordsæter Resell (NOR)   | 10.                        |
| 205                        | Jonas Iversby Hvideberg (NOR) | 18.                        |
| 206                        | Kristoffer Halvorsen (NOR)    | 48.                        |
| 207                        | Anders Skaarseth (NOR)        | 94.                        |

| Total Direct Énergie TDE | Total Direct Énergie TDE   | Total Direct Énergie TDE |
| ------------------------ | -------------------------- | ------------------------ |
| Nr                       | Kolarz                     | Miejsce                  |
| 211                      | Edvald Boasson Hagen (NOR) | DNF                      |
| 212                      | Leonardo Bonifazio (ITA)   | DNF                      |
| 213                      | Lorrenzo Manzin (FRA)      | 76.                      |
| 214                      | Geoffrey Soupe (FRA)       | DNF                      |
| 215                      | Niki Terpstra (NED)        | DNF                      |
| 216                      | Anthony Turgis (FRA)       | 2.                       |
| 217                      | Dries Van Gestel (BEL)     | DNF                      |

| Bingoal-WB BWB | Bingoal-WB BWB                      | Bingoal-WB BWB |
| -------------- | ----------------------------------- | -------------- |
| Nr             | Kolarz                              | Miejsce        |
| 221            | Stanisław Aniołkowski (POL) (szosa) | 85.            |
| 222            | Joël Suter (SUI)                    | DNF            |
| 223            | Timothy Dupont (BEL)                | 107.           |
| 224            | Arjen Livyns (BEL)                  | 19.            |
| 225            | Tom Paquot (BEL)                    | 24.            |
| 226            | Laurenz Rex (BEL)                   | 96.            |
| 227            | Boris Vallée (BEL)                  | 108.           |

| Sport Vlaanderen-Baloise SVB | Sport Vlaanderen-Baloise SVB | Sport Vlaanderen-Baloise SVB |
| ---------------------------- | ---------------------------- | ---------------------------- |
| Nr                           | Kolarz                       | Miejsce                      |
| 231                          | Lindsay De Vylder (BEL)      | 47.                          |
| 232                          | Gilles De Wilde (BEL)        | DNF                          |
| 233                          | Arne Marit (BEL)             | 102.                         |
| 234                          | Jens Reynders (BEL)          | DNF                          |
| 235                          | Fabio Van den Bossche (BEL)  | DNF                          |
| 236                          | Ward Vanhoof (BEL)           | 101.                         |
| 237                          | Sasha Weemaes (BEL)          | DNF                          |

| B&B Hotels p/b KTM BBK | B&B Hotels p/b KTM BBK    | B&B Hotels p/b KTM BBK |
| ---------------------- | ------------------------- | ---------------------- |
| Nr                     | Kolarz                    | Miejsce                |
| 241                    | Bryan Coquard (FRA)       | 70.                    |
| 242                    | Bert De Backer (BEL)      | DNF                    |
| 243                    | Jens Debusschere (BEL)    | DNF                    |
| 244                    | Jérémy Lecroq (FRA)       | DNF                    |
| 245                    | Cyril Lemoine (FRA)       | 80.                    |
| 246                    | Julien Morice (FRA)       | 110.                   |
| 247                    | Jonas Van Genechten (BEL) | 112.                   |

Legenda: DNF – nie ukończył etapu, OTL – przekroczył limit czasu, DNS – nie wystartował do etapu, DSQ – zdyskwalifikowany.

## Klasyfikacja generalna
| \| Klasyfikacja generalna \| Klasyfikacja generalna \| Klasyfikacja generalna \| Klasyfikacja generalna \| Klasyfikacja generalna \| \| Kolarz \| Kolarz \| Państwo \| Drużyna \| Czas \| \| ---------------------- \| ---------------------- \| ---------------------- \| ---------------------- \| ---------------------- \| \| 1. \| Mads Pedersen \| Dania \| Trek-Segafredo \| 4h 37' 04" \| \| 2. \| Anthony Turgis \| Francja \| Total Direct Énergie \| + 0" \| \| 3. \| Thomas Pidcock \| Wielka Brytania \| Ineos Grenadiers \| + 0" \| \| 4. \| Matteo Trentin \| Włochy \| UAE Team Emirates \| + 0" \| \| 5. \| Jenthe Biermans \| Belgia \| Israel Start-Up Nation \| + 0" \| \| 6. \| Sonny Colbrelli \| Włochy \| Bahrain Victorious \| + 0" \| \| 7. \| Nils Politt \| Niemcy \| Bora-Hansgrohe \| + 0" \| \| 8. \| Greg Van Avermaet \| Belgia \| AG2R Citroën Team \| + 0" \| \| 9. \| Bert Van Lerberghe \| Belgia \| Deceuninck-Quick Step \| + 0" \| \| 10. \| Erik Nordsæter Resell \| Norwegia \| Uno-X Pro Cycling Team \| + 0" \| |                       |                 |                        |            |
| |                       |                 |                        |            |
| Źródło: ProCyclingStats |                       |                 |                        |            |
| Klasyfikacja generalna |                       |                 |                        |            |
| Kolarz | Kolarz                | Państwo         | Drużyna                | Czas       |
| 1. | Mads Pedersen         | Dania           | Trek-Segafredo         | 4h 37' 04" |
| 2. | Anthony Turgis        | Francja         | Total Direct Énergie   | + 0"       |
| 3. | Thomas Pidcock        | Wielka Brytania | Ineos Grenadiers       | + 0"       |
| 4. | Matteo Trentin        | Włochy          | UAE Team Emirates      | + 0"       |
| 5. | Jenthe Biermans       | Belgia          | Israel Start-Up Nation | + 0"       |
| 6. | Sonny Colbrelli       | Włochy          | Bahrain Victorious     | + 0"       |
| 7. | Nils Politt           | Niemcy          | Bora-Hansgrohe         | + 0"       |
| 8. | Greg Van Avermaet     | Belgia          | AG2R Citroën Team      | + 0"       |
| 9. | Bert Van Lerberghe    | Belgia          | Deceuninck-Quick Step  | + 0"       |
| 10. | Erik Nordsæter Resell | Norwegia        | Uno-X Pro Cycling Team | + 0"       |